# 岡崎市立東海中学校
岡崎市立東海中学校（おかざきしりつ とうかいちゅうがっこう）は、愛知県岡崎市山綱町にある公立中学校。

## 概要
1947年（昭和22年）4月1日に開校した。地元での略称は東中（とうちゅう）。
| 調査日       | 生徒数 | 通常学級 | 特別支援学級 | 出典  |
| ------------ | ------ | -------- | ------------ | ----- |
| 2013年4月8日 | 528人  | 15       | 2            | [ 1 ] |
| 2019年5月1日 | 477人  | 13       | 2            | [ 2 ] |
| 2020年5月1日 | 441人  | 13       | 2            | [ 3 ] |
| 2021年5月1日 | 455人  | 13       | 2            | [ 4 ] |
| 2022年5月1日 | 441人  | 13       | 2            | [ 5 ] |
| 2023年5月1日 | 447人  | 12       | 2            | [ 6 ] |

部活動は、陸上部、野球部、バスケットボール部、バレーボール部、アーチェリー部、卓球部、ソフトテニス部、剣道部、新体操部(休止中)、水泳部(休止中)、情報科学部、吹奏楽部、自然科学部、文化教養部などがある。

## 学区
| 小学校名            | 町名 |
| ------------------- | --- |
| 竜谷小学校 （全域） | 桑谷町、竜泉寺町 |
| 藤川小学校 （全域） | 藤川町、藤川荒古、藤川台1丁目、藤川台2丁目、藤川台3丁目、市場町、蓑川新町、蓑川町(字迎畑2番地2・2番地6・字井ノ口12番地6～12番地11を除く。) |
| 山中小学校 （全域） | 舞木町、羽栗町、山綱町、池金町 |
| 本宿小学校 （全域） | 本宿町、本宿茜、本宿台、本宿西、鉢地町、上衣文町、大幡町、鶇巣町                                                                           |

（2022年12月26日現在）

## 沿革
- 1947年（昭和22年）4月1日 - 学校教育法施行により、額田郡山中村外三カ村学校組合立東海中学校として開校[8]。
- 1955年（昭和30年）2月1日 - 岡崎市合併記念式。岡崎市立東海中学校と校名変更。
- 1964年（昭和39年） - 応援歌「青い空 白い雲」が完成。作詞は当時2年生の男子生徒。これに市民が補作した。作曲は冨田勲[9]。
- 1991年（平成3年）6月8日 - アーチェリー場が完成[10]。
- 1996年（平成8年）8月 - アーチェリー部全国大会出場・男女個人優勝。

## 著名な出身者
- 伊藤光（プロ野球選手）[11]
- 青山久人（元プロ野球選手）
- 加藤英夫（元プロ野球選手）[8]
- 蟹江美貴（元アーチェリー選手）[12]
- 青山浩之（教育者、書家）[8]
- 竹市裕亮（柔道選手）[13]